# 福島九成
福島 九成（ふくしま きゅうせい / くせい、（1842年—1914年9月12日）），幕末佐賀藩的藩士、明治時期的陸軍軍人、外交官、官僚。曾任青森縣令。通稱榮助、禮助。

## 經歷
福島九成是佐賀藩漢學學者福島文蔵長子，曾在藩校弘道館、致遠館等學校學習過，從前山清一郎參加戊辰戰爭。返佐賀藩後，明治2年（1869年）在佐賀藩廳出仕，擔任軍事部門的職務。
1871年7月4日到中國留學，1873年9月12日返回日本。1874年2月，出任大日本帝國陸軍少佐，歷經熊本鎮台。同年4月，轉任台湾總督府蕃地事務都督参謀，之後又兼任廈門領事。1876年11月，成為廈門專任領事。1880年7月，因日本國駐厦門領事館廢止後免官。同年12月，就任大藏省少書記官。1881年1轉任、内務省少書記官。1882年12月，成為内務省權大書記官。1883年]2月，就任青森縣縣令。由於其地方行政的經驗太淺，古莊嘉門大書記官的輔佐其執行縣政。1889年7月，因非職期滿而退官。之後進入實業界。

## 榮譽
- 1889年（明治22年）8月6日 - 正五位[5]